# معركة جيب كورسون – تشيركاسي
تُعد معركة بوكيت كورسون – تشيركاسي (بالإنجليزية: Battle of the Korsun–Cherkasy Pocket) من معارك الحرب العالمية الثانية التي دارت من 24 يناير حتى 16 فبراير من عام 1944 ضمن سياق الهجوم السوفييتي دنيبر-كاربات في أوكرانيا وذلك عقُب هجوم كورسون-شيفنشكوفسكي. أثناء المعركة، طوقت الجبهتان الأوكرانية الأولى والثانية، بقيادة نيكولاي فيودوروفيتش فاتوتين وإيفان كونيف، الحصار على القوات الألمانية التابعة لمجموعة الجيش الجنوبية في جيب كورسون قرب نهر دنيبر. خلال أسابيع من القتال، حاولت جبهتا الجيش الأحمر القضاء على جيب كورسون. حاولت الوحدات الألمانية المحاصَرة البدء بعملية اختراق بالتنسيق مع فصائل إغاثة من قوات ألمانية أخرى، ما أسفر عن وقوع إصابات جسيمة، وتتفاوت تقديرات ذلك.
عُدَّ النصر السوفييتي في هجوم كورسون-شيفنشكوفسكي بمثابة الإشارة إلى التنفيذ الناجح للعمليات السوفييتية في العمق. استندت العمليات العسكرية السوفييتية في العمق إلى كسر الدفاعات الأمامية للعدو وذلك للسماح باحتياطيات تشغيلية جديدة باستغلال الاختراق من خلال الدفع نحو العمق الاستراتيجي للجبهة المعادية. وقد أعطى وصول أعداد كبيرة من الشاحنات ومركبات النصف مجنزرة التي صًممت من قِبَل الولايات المتحدة وبريطانيا القوات السوفييتية قدرة أكبر على الحركة من ذي قبل. وهذا، إلى جانب القدرة السوفييتية على الاحتفاظ بتشكيلات كبيرة في الاحتياطي، قد مكَّن الجيش الأحمر من القيادة إلى عمق أبعد وراء الدفاعات الألمانية مرارًا وتكرارًا.
على الرغم من أن العملية السوفييتية في كورسون لم تُسفر عن انهيار الجبهة الألمانية مثلما أمِلَت القيادة السوفييتية، إلا أنها شهدت تدهورًا كبيرًا في القوة المتاحة للجيش الألماني على تلك الجبهة، خاصة الخسارة الكبيرة للأسلحة الثقيلة، التي فُقِدت جميعها تقريبًا أثناء الاختراق. أثناء فترة الحرب اللاحقة، تسبب الجيش الأحمر بوضع القوات الألمانية الضخمة في خطر، في حين كان الألمان مرهقين إزاء محاولاتهم المستمرة في إخراج أنفسهم من أزمة إلى أخرى. كانت الهجمات السوفييتية المتنقلة هي السمة المميزة للجبهة الشرقية طيلة الفترة المتبقية من الحرب.

## يناير 1944
في خريف عام 1943، عادت القوات الألمانية التابعة لمجموعة الجيش الجنوبية تحت قيادة المارشال إريش فون مانشتاين، بما في ذلك الجيش الثامن (فيرماخت) للجنرال أوتو ووهلر، إلى خط بانثر ووتان، وهو موقع دفاعي على طول نهر دنيبر في أوكرانيا. لكن عندما وصلت القوات الألمانية، لم يبدؤوا سوى بالتخطيط والبناء، ولم تكن المواقع الدفاعية موجودة في الأساس.
بحلول 1 ديسمبر عام 1943، تم اختراق الخط الدفاعي، وعبر الجيش السوفييتي نهر دنيبر بالقوة. ولم يحتل سوى فيلقان فقط، فيلق الجيش الحادي عشر (الفيرماخت) تحت قيادة الجنرال فيلهلم ستيمرمان، وفيلق جيش الثاني والأربعين تحت قيادة الفريق ثيو-هيلموت ليب، وفصيل (بي) من الجيش الثامن التابع له، نتوءات وممرات وجيوب بارزة على الخط السوفييتي الدفاعي الجديد. امتدَّ النتوء البارز غرب تشيركاسي على طول 100 كيلومتر حتى مستوطنة نهر دنيبر في كانيف، حيث تقع بلدة كورسون وسط الواجهة البارزة تقريبًا، مع وجود الجبهة الأوكرانية الأولى على اليسار والجبهة الأوكرانية الثانية على اليمين.
أدرك مارشال الاتحاد السوفييتي غيورغي جوكوف احتمالات تدمير الجيش الثامن من وهلر، باستخدام تكتيكات مماثلة لتلك التي استخدمها في تطويق وتدمير الجيش السادس لبولوس في معركة ستالينغراد. أوصى جوكوف القيادة العليا السوفييتية (ستافكا) بنشر الجبهتين الأوكرانية الأولى والثانية بهدف تشكيل حلقتين مدرعتين عند عملية التطويق: حلقة داخلية حول الجيب، يعقبها تدمير القوات من الداخل، وحلقة خارجية لمنع فصائل الإغاثة من الوصول إلى الوحدات الداخلية. رغم التحذيرات المتكررة من مانشتاين وآخرين، فقد رفض هتلر السماح بسحب الوحدات الخارجية من جديد.
عقد الجنرال كونيف مؤتمرًا في مكتبه الرئيسي في بولتوشكي في 15 يناير مع حضور القادة العسكريين والمبعوثين السياسيين لتمرير الأوامر الواردة من ستافكا. كان من المقرر أن يقوم بالهجوم الأولي من خلال الجبهة الأوكرانية الثانية التابعة لكونيف من الجنوب الشرقي من قِبَل الجيش 53 والحرس الرابع، إلى جانب جيش الدبابات الخامس للمشاركة في عمليات الاختراق، وذلك بدعم من الجيش الجوي الخامس، لينضم إلى الجيش 52، والفيلق الخامس للحرس العسكري وجيش الدبابات الثاني. بالإضافة إلى ذلك، على الجبهة الأوكرانية الأولى بقيادة فاتوتين، تم نشر الجيشين 27 و 40 على الشمال الغربي إلى جانب جيش الدبابات السادس وذلك بدعم من الجيش الجوي الثاني. وقد تلقت العديد من هذه التشكيلات تدفقًا هائلًا من الجنود الجُدد. تضمنت تخطيطات الجيش الأحمر على عمليات خداع واسعة النطاق التي زعم السوفييت أنها كانت ناجحة؛ ولكن تُظهر مذكرات حرب الجيش الثامن الألماني بوضوح أن الطاقم الألمان كان قلقًا بشأن التهديد ذاك.